# KANDYTOWN
KANDYTOWN（キャンディータウン）は、東京都出身の総勢10人以上のヒップホップグループである。

## メンバー
- BSC (ビー・エス・シー)  MC

BANKROLLのメンバー。
Big Santa Classic、Baby Santa Claus、Black Short Cake、屍三太郎など多くの名義で活動。
- Dony Joint (ドニー・ジョイント) MC

BANKROLLのメンバー。
YaBasta。 アパレル/ジュエリーブランド GOOD ¥ELLA のプロデュース・デザインを手掛ける。
- IO (イオ）MC/Film Director

BANKROLLのメンバー。
音楽のみならず、映像制作チーム：TAXi FILMS のメンバーであり、更にArt Directorとして様々な作品を手掛ける。
モデルとしても国内外の様々なブランドのショーや広告に登場。
- DJ MASATO (マサト) MC/DJ

BANKROLLのメンバー。
同じクルーのMinnesotahとともに、渋谷・道玄坂のクラブ「Contact」にてレジデントを務めるパーティー「Mari」を主催。
- Ryohu(リョフ)  MC/Track Maker

BANKROLLのメンバー。
同じクルーのYUSHIも所属していたズットズレテルズ、更にAun beatzではMCを担当。
2016年、「中山 亮平」名義で、ショートフィルム『ストリート兄弟』で俳優デビュー。
- YUSHI (ユウシ) MC/Track Maker

BANKROLLのメンバー。
同じクルーのRyohuも所属していたズットズレテルズではMCを担当。
草刈正雄の長男で、姉は紅蘭、妹は草刈麻有。2015年2月14日、草刈正雄の個人事務所がある渋谷区のマンションの7階ベランダから転落し、23歳で死去。
- Gottz (ゴッツ) MC

YaBastaのメンバー。
- DIAN (ディアン) MC

YaBastaのメンバー。
- Holly Q (ホーリー・キュー) MC

YaBastaのメンバー。
上杉柊平の名前で俳優活動も行っている。
- DJ Weelow (ウィーロウ)  DJ

YaBastaのメンバー。
クルーのライブではバックDJを務める。
- KEIJU (ケイジュ) MC

YaBastaのメンバー。
過去にJunk a.k.a. JuJu The Beats、Juju Tha B、Juju Tha Bluntとしても活動。
2017年12月15日に自身のSNSによりSony Music Labelsと契約した事を発表。それに伴い以前のMCネーム「YOUNG JUJU」から「KEIJU」に改名。
- DJ Minnesotah (ミネソタ) DJ

過去にDJ EFAL名義でも作品中ではスクラッチを担当することもあり。 
同じクルーのMASATOとともに、渋谷・道玄坂のクラブ「Contact」にてレジデントを務めるパーティー「Mari」を主催。
- MUD (マッド)  MC
  高校で出会ったBANKROLL,KIKUMARUと交流を深めた後KANDYTOWNに参加。
- Neetz (ニーツ)  MC/Track Maker
Recording Engineer。KANDYTOWN作品の多くのプロデュースを手掛ける。

旧メンバー
- MIKI (ミキ) Track Maker

YaBastaのメンバー。
YUSHIにトラックメイクを教え込まれる。2019年11月19日脱退。
- KIKUMARU (キクマル) MC

菊丸、Mr.Kとしても活動している。
MCバトルのシーンでも活躍しており2010年に行われたB-BOY PARK MC BATTLE U-20では優勝を果たした。

## 略歴
- 2005年：BANKROLL結成。
- 2010年：YaBasta結成。
- 2012年：KANDYTOWN結成。
- 2014年11月30日：1stミックステープ『KOLD TAPE』をAudiomackにて発表。
- 2015年1月25日：1stストリート・アルバム『BLAKK MOTEL』を500枚限定でリリース。
- 2015年9月30日：トラックメイカーのnoshとのコラボアルバム『Kruise'』を500枚限定でリリース。
- 2015年12月16日：Carhartt WIPとBCDMGのサポートでIO、DONY JOINT、YOUNG JUJUによるEP『Nothing New EP』をウェブにて500枚限定でリリース。
- 2016年3月24日：Reebok CLASSICとコラボした楽曲「GET LIGHT」のMVを公開。
- 2016年6月30日：インターネットラジオ局Block.fmにて特別番組『KANDYTOWN PRESENTS block.fm SPECIAL PROGRAM』を放送。
- 2016年8月21日：日比谷野外音楽堂にて開催されたZeebra主催のヒップホップフェス『SUMMER BOMB 2016』にKANDYTOWNとして出演を果たす。
- 2016年10月：「Paper Chase」のMUSIC VIDEOがSSTV「it!」に選出される。
- 2016年10月7日：InterFM897「TOKYO SCENE」内マンスリーレギュラー番組「KANDYTOWN RADIO」放送。
- 2016年10月28日：雑誌「WOOFIN’」の表紙を飾る。単独アーティストとしては「WOOFIN’」史上最大となる36Pに渡る特集が展開される。
- 2016年11月：「R.T.N」のMUSIC VIDEOが11月度のMTV「HOT SEAT」・MUSIC ON! TV「M-ON! Recommend」に選出される。
- 2016年11月2日：Warner Music Japanからメジャー1stフルアルバム『KANDYTOWN』をリリース。それに伴い初のワンマンライブツアー「KANDYTOWN 5CITY TOUR POWERED BY CARHARTT WIP」を東京、福岡、広島、大阪、愛知にて開催。
- 2016年11月15日：ライブストリーミングチャンネルDOMMUNEにて『KANDYTOWN』とYOUNG JUJUの『juzzy 92'』の発売を記念した番組『KANDYTOWN LIFE SPECIAL STREAMING BY DOMMUNE』を放送。同番組にはOKAMOTO'Sのオカモトレイジがゲスト出演した。
- 2016年11月22日：タワーレコード「NO MUSIC, NO LIFE.」ポスターにDONY JOINT,Neetz,Gottzが登場。
- 2016年12月22日：恵比寿リキッドルームにて『KANDYTOWN X’MAS FREE LIVE』開催。
- 2017年3月8日：MTV主催「MTV LIVE MATCH」に出演。
- 2017年4月4日：オフィシャルZINE『EMARCY』を発売。
- 2017年7月16日：音楽fes「RIP SLYME presents 真夜中のWOW」出演
- 2017年7月26日：メジャー1stフルアルバム『KANDYTOWN』(4LP)をリリース。
- 2017年7月29日：音楽fes「FREEDOM aozora 2017 淡路島」出演。
- 2017年8月13日： TOKYO FM にてKANDYTOWN特番「Midnight KANDY」が放送。
- 2017年8月18日：音楽fes「SONICMANIA 2017」出演。
- 2017年8月20日：音楽fes「SUMMER SONIC 2017」大阪公演出演。
- 2017年9月29日：Timberlandとのコラボ楽曲「Few Colors」を配信リリース。
- 2017年10月4日：InterFM897主催イベント「InterFM897 Tokyo Scene LIVE」に出演。
- 2018年1月12日&26日：SSTV『きゃりーぱみゅぱみゅのなんだこれTV』にGottz・KIKUMARU が出演。
- 2018年2月14日：新曲「1TIME 4EVER」を配信リリース。
- 2018年3月18日：音楽fes「ツタロックフェス2018」出演
- 2018年5月27日：音楽fes「GREENROOM FESTIVAL’18」出演。
- 2019年2月14日：EP『LOCAL SERVICE』を配信リリース。
- 2019年5月26日：音楽fes「GREENROOM FESTIVAL’18」出演。
- 2019年9月6日：「HND」先行配信リリース。
- 2019年10月1日：フジテレビ「人と音楽」にRyohu,KEIJUが出演。
- 2019年10月23日：2ndフルアルバム『ADVISORY』をリリース。
- 2019年11月：InterFM897「TOKYO SCENE」内マンスリーレギュラー番組「KANDYTOWN RADIO」放送。
- 2019年11月1日：雑誌「EYESCREAM」にて『KANDYTOWN 探求：その存在、深さと意義』と題された、表紙を含む約40Pに渡る特集号が発売。
- 2019年11月3日：「ADVISORY TOUR’19」東京公演をZepp Diver Cityにて開催。
- 2019年11月3日：TOKYO FM にてKANDYTOWN特番「Midnight KANDY」が放送。
- 2019年11月15日：「ADVISORY (Remixies) – EP」を配信リリース。
- 2019年11月22日：「ADVISORY TOUR’19」大阪公演をZepp Osaka Baysideにて開催。
- 2020年3月13日：「SPACE SHOWER MUSIC AWARDS 2020」の「BEST HIP HOP ARTIST」にノミネート。
- 2020年3月26日：NIKE AIR MAX2090にインスパイアされた楽曲「PROGRESS」をリリース。
- 2020年7月29日：2ndフルアルバム『ADVISORY』(3LP)をリリース。
- 2021年2月5日：配信シングル『One More Dance』をリリース。
- 2021年2月14日：2nd EP『LOCAL SERVICE 2』をリリース。
- 2021年4月21日：配信リリースされていた『LOCAL SERVICE」と『LOCAL SERVICE 2』をコンパイルした2枚組CD『LOCAL SERVICE COMPLETE EDITION』をリリース（2000枚限定生産）
- 2022年2月14日：配信シングル『Blue Verse』をリリース。
- 2022年10月13日：2023年3月をもってクルーとしての「終演」を発表。
- 2022年11月30日：3rdフルアルバム『LAST ALBUM』リリース。クルーとしてのアルバムは最後となる。
- 2023年3月8日：日本武道館でラストライブ『LAST LIVE』を開催し「終演」した。

## ディスコグラフィ (KANDYTOWN)

### ストリートアルバム
- 『BLAKK MOTEL』 (KANDYTOWN RECORDS/2015年1月25日) 500枚限定。完売。
- 『Kruise'』 (KANDYTOWN LIFE/2015年9月30日) KANDYTOWN × noshでの共作。500枚限定。完売。

### EP
- 『LOCAL SERVICE』(KANDYTOWN LIFE/2019年2月14日)
- 『LOCAL SERVICE 2』(Warner Music Japan/2021年2月14日)
- 『LOCAL SERVICE COMPELETE EDITION』(Warner Music Japan/2021年4月21日)

### シングル
- 『Few Colors』(Warner Music Japan/2017年9月29日)
- 『1TIME4EVER』(Warner Music Japan/2018年2月14日)
- 『PROGRESS』(Warner Music Japan/2020年3月26日)
- 『METHOD』(Warner Music Japan/2021年6月25日)
- 『Blue Verse』(Warner Music Japan/2022年2月14日)
- 『Curtain Call (feat. KEIJU, Ryohu & IO)』(Warner Music Japan/2022年9月23日)

### ミックステープ
- 『KOLD TAPE』 (KANDYTOWN RECORDS/2014年11月30日)[2] フリーダウンロード

### アナログ
- 『Skweeze Me / Tricks Are Made For Kids』(7inch) 2015年9月30日リリース。
- 『KANDYTOWN』(4LP) 2017年7月26日リリース。
- 『BLAKK MOTEL』(2LP) 2019年12月4日リリース。
- 『LOCAL SERVICE』2019年12月4日リリース。
- 『ADVISORY』(3LP) 2020年7月29日リリース。

### 特典CD
- 『A Bed (Dirty Remix)』 B.S.C, GOTTZ & DIAN 『KANDYTOWN 5CITY TOUR POWERED BY CARHARTT WIP 【前売り特典】』(2016年11月1日)
- 『Keep It Kool』：『KANDYTOWN 【TOWER RECORDS 限定特典】』 (2016年11月2日)
- 『My Business』：『KANDYTOWN』【TSUTAYA限定特典】(2016年11月2日)
- 『Song in Blue』(未発表ver.)『KANDYTOWN X’MAS FREE LIVE』【来場者特典】(2016年12月22日)
- 『1TIME 4EVER』 『EMARCY 1st Issue』 (2017年4月5日)
- 『Harder』:『ADVISORY』【TOWER RECORD限定特典】: (2019年10月23日)
- 『Abstract』:『ADVISORY』【Amazon限定特典】：(2019年10月23日)
- 『Sign』・『Few Colors』・『1TIME 4EVER』3曲入CD：『ADVISORY TOUR ’19』【先行予約抽選特典】(2019年)

### 参加楽曲
- 『All bout me (feat. KANDYTOWN)』 IO, DONY JOINT, YOUNG JUJU 『Nothing New』 (2015年11月30日) 『Nothing New EP』 (2015年12月16日)
- 『119measures (feat. KANDYTOWN)』 IO 『Soul Long』 (2016年2月14日)

### ZINE
- 『EMARCY 1st Issue』 (2017年4月5日)

## ディスコグラフィ (ソロ)

### BSC

#### フルアルバム
- 1st ALBUM『JAPINO』(P-VINE/2019年7月24日)

#### EP
- BSC ＆ pj47『Dejave』(KANDYTOWN LIFE/2021年12月1日)
- BSC『In The End』(KANDYTOWN LIFE/2022年2月25日)

### DIAN

#### ミックステープ
- DIAN&LEO『DIAN&LEO LP Mix』 (2013年11月29日) フリー・ダウンロード公開(現在は終了)。

### DONY JOINT

#### フルアルバム
- 1st ALBUM『A 03 Tale, ¥ella』 (P-VINE/BCDMG/2017年5月24日)

#### EP
- IO, DONY JOINT, YOUNG JUJU『Nothing New』 (BCDMG/2015年11月30日) フリーダウンロード公開。
- IO, DONY JOINT, YOUNG JUJU『Nohing New EP』 (BCDMG/2015年12月6日)

### Gottz

#### フルアルバム
- 1st ALBUM『SOUTHPARK』(P-VINE/2018年10月17日)
- 2nd ALBUM『SAKURAGAOKA』(2019年3月15日)
- Gottz & MUD 『VERTEX』(2020年7月10日)

#### ミックステープ
- 『Hell's Kitchen』 (KANDYTOWN RECORDS/2015年2月7日)[3] フリーダウンロード公開。

### IO

#### フルアルバム
- 1st ALBUM『Soul Long』 (P-VINE/BCDMG/KANDYTOWN LIFE/2016年2月14日)
- 2nd ALBUM『Mood Blue』 (P-VINE/BCDMG/KANDYTOWN LIFE/2017年4月19日)
- 3rd ALBUM『Player's Ballad.』 (Def Jam Recordins/UNIVERSAL MUSIC JAPAN/2019年6月19日)

#### EP
- IO, DONY JOINT, YOUNG JUJU『Nothing New』 (BCDMG/2015年11月30日) フリーダウンロード公開。
- IO, DONY JOINT, YOUNG JUJU『Nohing New EP』 (BCDMG/2015年12月6日)

#### ミックステープ
- Ryohu × IO『Fellas Ship』 (KANDYTOWN/2012年12月22日) フリーダウンロード公開(現在は終わってる)。

#### ミックスCD
- IO & RYOHU『THE SUMMER CONNECTION』 (KANDYTOWN/2014年7月22日)フリーダウンロード公開。
- RYOHU & SLIM THE ROLL『ENDLESS SUMMER』(KANDYTOWN/2014年8月31日)フリーダウンロード公開。
- 『Vest Of Spitz mixed by NOBU a.k.a. BOMBRUSH!』 (BCDMG/2016年7月18日)

#### アナログ
- 『Soul Long』 (P-VINE/BCDMG/2016年7月27日) 完全限定プレス。2LP仕様。
- 『Mood Blue』(P-VINE/2018年2月2日) 2LP仕様。

### KIKUMARU

#### フルアルバム
- 1st ALBUM『STILL HERE』 (KICK'S倶楽部HOUSE/2013年11月20日)
- 2nd ALBUM『On The Korner』 (P-VINE/KANDYTOWN LIFE/2016年7月6日)
- 3rd ALBUM『711』(P-VINE/2018年07月11日)

#### 客演集アルバム
- 『Chain Reaction』 (KICK'S倶楽部HOUSE/2014年12月20日)

#### コラボアルバム
- 菊丸＆DEJI『CONTRAST』 (AROWANNA RECORDS/2013年3月20日)

#### EP
- 1st EP 『363 Dayz』 (KANDYTOWN LIFE/2016年4月22日)
- 2nd EP『Focus』(P-VINE/2017年9月22日)

#### アナログ
- 『Alive (feat. AL-DOE) / Nobody know it (feat. IO)』 (2016年7月6日) 7inch。ディスクユニオン限定で『On The Korner』とセット販売された。

#### ミックスCD
- KIKUMARU × Neetz『ICE KANDY 〜Wave〜』 (KANDY TOWN/2014年8月2日)

### DJ MASATO

#### ミックスCD
- 『SOUL CITY』
- 『CITY BOY MIX』 (KANDYTOWN RECORDS/2015年6月20日)
- 『DISCO CITY』 (KANDYTOWN LIFE/2016年11月30日)
- 『CITY BOY MIX 2』(KANDYTOWN LIFE/2017年12月22日)
- 『KANDYTOWN LIFE Presents "Land of 1000 Classics" (Mixed by MASATO and Minnesotah)』(WARNER MUSIC JAPAN//2017年08月30日)
- 『KANDYTOWN LIFE presents "Good Old Soul -Love and New Note-" mixed by MASATO &Minnesotah』(UNIVERSAL MUSIC JAPAN/2018年07月25日)
- 『LATE』(KANDYTOWN LIFE/2020年1月26日)

#### カセットテープ
- 『CITY BOY MIX』 "CASSETTE TAPE"(KANDYTOWN LIFE/2017年12月22日)  『CITY BOY MIX 2 』"CASSETE TAPE(KANDYTOWN LIFE/2017年12月22日)

### MIKI

#### アルバム
- 『ROCKET SHIP』 （iCreate Production/2010年）[4] プロデュース・アルバム。菊丸主催のイベントで配布された。後に自身のSoundCloudでフリー・ダウンロード公開。
- 1st ALBUM『137』(KANDYTOWN LIFE／bpm Tokyo 2018年4月20日)

### DJ Minnesotah

#### ミックスCD
- 『Vinyl Radio』 (Inner Funkness/2011年12月20日) DJ EFAL名義。
- 『Midnight Riders』 (Inner Funkness/2012年4月26日) Psychodogg × DJ EFAL名義。
- 『KANDYTOWN LIFE Presents "Land of 1000 Classics" (Mixed by MASATO and Minnesotah)』(WARNER MUSIC JAPAN//2017年08月30日)
- 『KANDYTOWN LIFE presents "Good Old Soul -Love and New Note-" mixed by MASATO &Minnesotah』(UNIVERSAL MUSIC JAPAN/2018年07月25日)
- 『EARLY』 (KANDYTOWN LIFE/2020年01月26日)

### MUD

#### フルアルバム
- 1st ALBUM『Make U Dirty』 (P-VINE/2017年7月26日)
- Gottz & MUD『VERTEX』 (2020年7月10日)

#### EP
- MUD a.k.a. Megatron『Third Eye』 (2014年4月20日)
- 『VALUE THE PRESENT』(KANDYTOWN LIFE/2018年12月25日)

### Neetz

#### アルバム
- 『Soundtrack from 991』 (KANDYTOWN LIFE /2014年8月6日)
- 『Figure Chord』(CONNECTONE/VICTOR ENTERTAINMENT/2019年2月20日)
- 『Soundtrack from 991 (2020 Edition/Remastererd)』（KANDYTOWN LIFE/ 2020年05月29日）

#### ミックスCD
- KIKUMARU × Neetz『ICE KANDY 〜Wave〜』 (KANDY TOWN/2014年8月2日)
- NEETZ & WEELOW『AVALANCHE GOLD&JEWELRY Original Mix Tape Vol.9』 (2015年12月1日) ジュエリーショップのAVALANCHEで配られたノベルティ。

### Ryohu

#### フルアルバム
- 『GREEN ROOM』 (ENNDISC/KANDY TOWN/2013年12月20日) LIVE会場では現在も販売中。完売。
- 『Just a Second』(LFIW-002 / 2017年4月5日) ライブアルバム（2016年12月末・下北沢GARAGEにて行われたライブ録音）。LIVE会場限定販売。
- 『Ten Twenty』Deluxe (2019年2月1日) Ten Twenty (Digital Only) LIVE会場限定。トラックリストや収録曲が追加されている模様。
- 1st ALBUM『DEBUT』(SPEEDSTAR/VICTOR ENTERTAINMENT/2020年11月25日)

#### デモアルバム
- 『1DOZEN』 （2011年）[5][6] 。

#### EP
- 『GREEN ROOM Remix』 (2014年4月19日)[7] 自身のSoundCloudでストリーミング公開。
- 『All in One EP』 (LFIW/2016年4月5日)
- Aun beatz 『Summertime EP』 (Less+ Project.(LESS-001)/2017年7月19日)
- 『Blur』(LFIW-003/Less+ Project. /2017年10月11日)
- 『Blur』LP (JSLP093/Less+ Project. /2018年4月21日)

#### ミックステープ
- 『Fellas Ship』 (CADNY TOWN/2012年12月22日)[8] Ryohu × IOでの共作。MdiaFire、SoundCloudでフリーダウンロード公開(現在は終了)。
- 『Ten Twenty』(Less+ Project. (LESS-007)/2018年11月30日)  Digital Format Only

#### ミックスCD
- 『60Minutes Mix By Ryohu』 (2013年12月3日) ライブ会場での無料配布。自身のSoundCloudでのフリー・ダウンロード公開(現在は終了)。
- IO & RYOHU『THE SUMMER CONNECTION』 (KANDYTOWN/2014年7月22日) フリーダウンロード公開。
- RYOHU & SLIM THE ROLL『ENDLESS SUMMER』(KANDYTOWN/2014年8月31日)フリーダウンロード公開。
- 『2nd Mix By Ryohu』 (2015年4月13日) ライブ会場での無料配布。自身のMixcloudでのストリーミング公開。

#### その他
- 『"All in One EP"Release Party 【前売り特典】』 (2016年4月5日)
- 『Car Race (Remix) [feat. Big Santa Classic]』
- 『Scotch (Remix) [feat. Donny Joint & Gottz]』
- 『Forever (Remix) [feat. MUD]』
- 『Blue Rose (Ryohu Remix)』
- 『"Blur" 購入者特典』（2017年10月11日)
- 『All in One  (Remix) [feat. IO]』DLコード付きポストカード（タワーレコード限定）

### DJ Weelow

#### ミックスCD
- NEETZ & WEELOW『AVALANCHE GOLD&JEWELRY Original Mix Tape Vol.9』 (2015年12月1日) ジュエリーショップのAVALANCHEで配られたノベルティ。
- 『MID』(KANDYTOWN LIFE/ 2020年01月26日)

### KEIJU / YOUNG JUJU

#### シングル
- YOUNG JUJU『The Way』 (P-VINE/BCDMG/2016年6月22日) タワーレコード1000枚限定。完売。
- KEIJU『Let Me Know』(SONY MUSIC/2018年5月16日）
- KEIJU『Let Me Know (BACHLOGIC REMIX)』(SONY MUSIC/2018年7月13日）
- RIRI, KEIJU, 小袋成彬『Summertime』(SONY MUSIC/2019年4月17日）
- KEIJU『Falling』(SONY MUSIC/2021年3月31日）
- KEIJU『Family First Freestyle』(SONY MUSIC/2021年5月12日）
- KEIJU『In My Eyez』(SONY MUSIC/2022年2月23日）

#### フルアルバム
- YOUNG JUJU 1st ALBUM『juzzy 92'』 (P-VINE/BCDMG/2016年11月23日)
- KEIJU 1st ALBUM『T.A.T.O.』(SONY MUSIC/2020年7月29日）
- KEIJU 2nd ALBUM 『N.I.T.O.』(Cashcade Entertainment/2025年5月14日)

#### EP
- IO, DONY JOINT, YOUNG JUJU『Nothing New』 (BCDMG/2015年11月30日) Audiomackにてフリーダウンロード公開。
- IO, DONY JOINT, YOUNG JUJU『Nohing New EP』 (BCDMG/2015年12月6日)
- KEIJU『heartbreak e.p.』（SONY MUSIC/2019年２月６日）
- KEIJU『heartbreak e.p. (deluxe edition)【完全生産限定盤】』（SONY MUSIC/2019年5月22日）
- KEIJU 『Speed Tape EP』(SONY MUSIC/2023年9月20日)

### YUSHI
Hollywood / XARP , DOCA (YUSHI) , NO-KI (https://soundcloud.com/kinginc/hollywood-xarp-doca-noki)
Megaton / XARP & DOCA (YUSHI) (https://www.youtube.com/watch?v=-YJiLpOlqZU)

#### 参加楽曲
- 『Time Race (feat.Junk, 雄士 & QN From SIMI LAB)』 Earth No Mad From SIMI LAB (2011年4月6日)
- 『USO (feat. Yusi)』QN from SIMI LAB (2011年12月23日)
- 『Check My Ledge (feat. YUSHI)』 IO 『Soul Long』 (2016年2月14日)
- 『Check My Ledge (Remix) [feat. YOUNG JUJU, DIAN & YUSHI]』 IO (2016年6月22日) YOUNG JUJU 1stシングル『The Way』のカップリング曲。

#### プロデュース曲
- 『アウトサイドは濡れていた』 ズットズレテルズ 『第一集』 (2009年11月11日)
- 『His GAME / Young Juju, Ryohu, IO』 KANDYTOWN 『BLAKK MOTEL』 (2015年1月25日) Neetzとの共作。
- 『Soul Long (skit)』 IO 『Soul Long』 (2016年2月14日)

## 出演

### インターネットテレビ
- my name is（2023年4月2日、ABEMA）

## 関連人物
- OKAMOTO'S - メンバーに同級生が多く、かつてはズットズレテルズとしてYUSHIとRyohuが共に活動していた。ドラマーのオカモトレイジはKANDYTOWNのメジャー1stアルバムにディレクターとして参加した。